# Unchained Melody: The Early Years
Unchained Melody: The Early Years är ett musikalbum av LeAnn Rimes från 1997. Det innehåller låtar inspelade före hennes genombrott med albumet Blue 1996. Utöver "Share My Love" är alla låtarna covers. Albumet blev etta på Billboard 200.

## Låtlista
1. "Cowboy's Sweetheart" (Patsy Montana) - 2:32
2. "I Will Always Love You" (Dolly Parton) - 4:38
3. "Blue Moon of Kentucky" (Bill Monroe) - 3:17
4. "River of Love" (Buddy Blackmon/Vip Vipperman) - 3:19
5. "The Rest Is History" (Clay Blaker/Karen Staley) - 3:09
6. "Broken Wing" (David Nowlen) - 3:20
7. "Yesterday" (John Lennon/Paul McCartney) - 3:09
8. "Sure Thing" (Joyce Harrison) - 2:41
9. "Share My Love" (LeAnn Rimes/Blake Vickers) - 2:40
10. "Unchained Melody" (Alex North/Hy Zaret) - 3:51